# 399. Infanterie-Division (Wehrmacht)
La 399. Infanterie-Division fu una divisione dell'esercito tedesco attiva durante la seconda guerra mondiale che venne creata nel marzo 1940 e sciolta nell'agosto dello stesso anno.

## Storia
La divisione fu costituita il 15 marzo 1940, nella Prussia orientale e venne schierata sul confine con l'Unione Sovietica con compiti di sicurezza. Dopo la fine della campagna di Francia e la resa francese iniziarono i preparativi per lo scioglimento della formazione. Con ordinanza del 22 luglio 1940, la divisione fu sciolta l'8 agosto ed i tre battaglioni della divisione furono riorganizzati in sette battaglioni di guardia interna che avrebbero dovuto sorvegliare i prigionieri di guerra nelle sezioni di Königsberg, Lötzen e Ortelsburg.

## Ordine di battaglia
- Infanterie-Regiment 662
- Infanterie-Regiment 663
- Infanterie-Regiment 664
- Aufklärungs-Schwadron 399
- Nachrichten-Kompanie 399
- Divisions-Nachschubführer 399[1]

## Comandanti
- Generalmajor Helmuth von Kropff (15 marzo 1940 - 8 agosto 1940)[1]